# Loslösung
Loslösung (norwegisch Løsrivelse) ist ein Gemälde des norwegischen Malers Edvard Munch aus dem Jahr 1896. Das Bild wird im Munch-Museum Oslo ausgestellt. Es gehört zu Munchs Lebensfries und zeigt die Trennung eines Paares in einer Strandlandschaft. Munch verarbeitete des Thema auch in zwei Lithografien aus demselben Jahr sowie in drei Gemäldestudien aus den Jahren 1893, 1894 und 1906/07. Eng verwandt ist das Motiv Anziehung (norwegisch Tiltrekning), das Munch in mehreren Grafiken umsetzte. In beiden Motiven wird die Verbindung des Paares durch um den Mann geschlungenes Frauenhaar symbolisiert.

## Bildbeschreibung
Laut Frank Høifødt ist die Komposition des Bildes Loslösung sehr einfach und direkt. Zwei Figuren stehen im Mittelpunkt: In der rechten Bildhälfte schreitet eine junge blonde Frau mit langem weißen Kleid in einer geradezu feierlichen Pose dem Meer entgegen. Sie hat keine Gesichtsauszüge, was ihr einen ätherischen, idealisierten Ausdruck verleiht. In der linken Bildhälfte steht, der Frau abgewandt und einem Baumstumpf zugewandt, ein schwarz gekleideter Mann mit grünlichem Gesicht. Seine Haltung ist gebeugt, der Kopf gesenkt, die rechte Hand greift in Herzgegend an die Brust. Der blutrote Farbton einer Pflanze, die vor seinen Füßen wächst, ist auch in den Umrissen der Hand zu sehen und erweckt den Eindruck, dass das Herz des Mannes blutet. Das blonde Haar der Frau bildet lange horizontale Linien, die bis zu dem Mann reichen und seinen Kopf und seine Brust umranken. Im Unterschied zur Profilansicht der Frau ist der Mann dem Betrachter zugewandt, stellt sozusagen den Kontakt von diesem zum Bildgeschehen dar.
Die Farben teilen das Bild in getrennte, unabhängige Flächen. Sie sind durch dünne Linien umrandet. Die Ölfarben wurden sehr dünn auf eine unpräparierte Leinwand aufgetragen, was zu geringer Farbintensität und einer matten Oberfläche führt, durch die das Gewebe der Leinwand sichtbar bleibt. Dominiert werden die gedämpften Farbtöne von dem elegischen violetten Schatten, der von Himmel und Meer ausgeht. Durch die Strandlinie, die das Bild vertikal durchschneidet, werden die männliche und weibliche Figur voneinander getrennt; sie gehören gleichsam zu unterschiedlichen Welten. Der weite Bogen der Küstenlinie verbindet sich mit der ebenfalls hellen Frauenfigur zu einer Einheit, symbolisiert also eine Verbindung der Frau mit der Landschaft.

## Interpretation

### Verlassener Liebhaber
Durch Munchs Werk ziehen sich die verschiedenen Stadien der Beziehung zwischen Mann und Frau, die für ihn zum Prototyp für die Begegnung zwischen den Menschen wurde. Dabei ist auch in der frühen erotischen Anziehung immer schon Eifersucht, Trennung und Schmerz vorgezeichnet, wobei diese Empfindungen bei Munch vor allem aus der Warte des Mannes erlebt werden. So ist es auch in Loslösung ausschließlich der Mann, der den Trennungsschmerz empfindet, so stark, dass sein Herz verwundet wird, was durch die blutrote Farbe der Hand und der korrespondierenden Pflanze zu seinen Füßen symbolisiert wird. Im Unterschied zum leidenden Mann ist die Frau idealisiert dargestellt, als wäre sie die Prinzessin aus einem Märchen. Auch die Landschaft ist auf archetypische Formen vereinfacht, was der ganzen Szenerie eine irreale, traumhafte Stimmung verleiht. Frank Høifødt fragt, ob der Mann vielleicht gar nicht darunter leidet, dass er von einer konkreten Frau verlassen wurde, sondern dass er sich von seiner Illusion der idealen, reinen Weiblichkeit verabschieden musste.
Munch selbst schrieb in seinen Notizen: „Tiefviolette Dunkelheit fiel über die Erde – […] Sie hatte neben mir gesessen – sie hatte ihren Kopf auf meinen gelegt – das blutrote Haar hatte mich umschlungen. Es hatte sich wie blutrote Schlangen um mich gewickelt – seine feinsten Fäden hatten sich in meinem Herzen verfangen – […] langsam bewegte sie sich zur See – weiter und weiter weg – dann geschah etwas Merkwürdiges – Ich fühlte unsichtbare Fäden zwischen uns – Ich fühlte, daß unsichtbare Fasern ihres Haares mich umschlangen – und so, als die ganz verschwand über das Meer – fühlte ich, wie es schmerzte, mein Herz blutete – weil die Fasern nicht zerschnitten werden konnten“. Dabei weist Uwe M. Schneede darauf hin, dass Munch in solchen Texten nicht seine Bilder interpretierte, sondern dass er Empfindungen aus Erlebnissen und Phantasien festhielt, die später zum Auslöser für Bilder wurden.

### Schöpferischer Künstler
Laut Reinhold Heller steht der Mann, der sich ans blutende Herz fasst, aber nicht nur für den verlassenen Liebhaber, sondern auch für den Künstler, dessen Kunst „das eigene Herzblut“ ist, „das auf fruchtbaren Boden tropft, um in Form einer blutenden Pflanze hervorzusprießen“. Auch für Arne Eggum ist die aus dem Blut emporwachsende Blume „das Symbol der Geburt des Kunstwerkes“, das von der Frau gepflückt und (auf der Lithografie des Motivs) ins Meer geworfen werden kann. Heller wiederum sieht auch im Meer selbst „eine weitere bildliche Metapher des Lebens wie der Kunst“, das auf die Darstellung des Schöpfergottes als uferloses Meer aus dem Zohar zurückgreift, das Materie aus der Tiefe schöpft, während es seinen Geist aus der Höhe speist. Insofern deutet er das Motiv als Zeichen einer allgemeinen Hinwendung Munchs zum Mystizismus.
Als künstlerische Maxime formulierte Munch: „Ich glaube nicht an die Kunst, die sich nicht aus dem Drang des Herzens, sich zu offenbaren, notgedrungen entwickelte. Alle Kunst, Literatur und Musik muß mit Herzblut geschaffen worden sein. Die Kunst ist das Herzblut eines Menschen.“ Auch in anderen Werken hat Munch die Blutblume als Symbol seiner Kunst verwendet, so etwa in der Tuschezeichnung Blume des Schmerzes, einer Illustration für die Titelseite einer Strindberg-Spezialausgabe der Zeitschrift Quickborn.

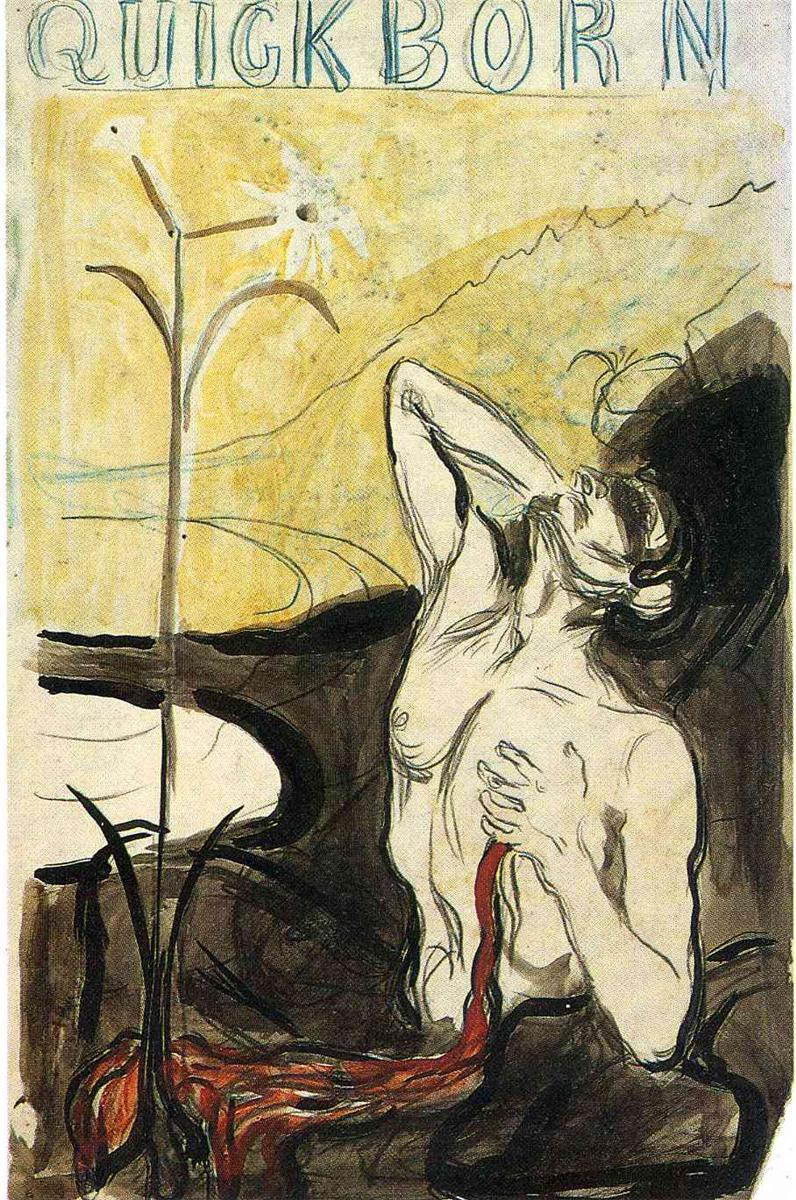
Blume des Schmerzes (1898), Tusche, 50,2 × 32,9 cm, Munch-Museum Oslo

### Frauenhaar als Symbol
Obwohl die Frau in Loslösung den Mann offenkundig verlässt und damit zum Auslöser seines Schmerzes wird, schlingt sich ihr langes goldenes Haar um seinen Kopf und seine Brust und deutet damit weiter eine Verbindung an. Für Arne Eggum hat es sich sogar um „das Herz des Mannes gewunden“, „das wie eine offene Wunde blutet.“ Mit der Kraft ihres Haares bindet sie ihn weiterhin an sich. Es wird zu einem Sinnbild des Seelenzustandes des Mannes. Der zeitgenössische Kunstkritiker Franz Servaes formulierte: „Eine Strähne hat sich freigemacht und geht wie ein Leitseil vom Haupt der Frau zu ihm hinüber, legt sich ihm um den Hals, fällt hernieder auf die Brust, wächst ihm mit tausend Wurzeln fest ins Herz. Unlösbar ist er durch rotgoldene Haarschlingen an das entfliehende Weib gefesselt. Vergeblich legt er die Hand auf das krampfdurchzuckte Herz.“
In seinem Werk hat Munch langes Frauenhaar immer wieder als Symbol für weibliche Kraft und Stärke sowie eine energetische Verbindung zwischen den Geschlechtern stilisiert. Es ist gewissermaßen eine „Schablone für das Weibliche schlechthin“ und steht für alles, was auf Munch am weiblichen Geschlecht gleichzeitig anziehend wie verhängnisvoll wirkte. So greift leuchtend rotes Frauenhaar im Motiv Vampir wie Tentakelarme nach dem Kopf eines unterwürfig kauernden Mannes. In der Lithografie Männerkopf in Frauenhaar umschlingt es in roten Strähnen einen tiefer postierten Männerkopf. Munch wiederholte das Motiv 1903 mit einem Doppelporträt der englischen Musikerin Eva Mudocci, seiner damaligen Geliebten, und seiner selbst. Während die Frau ihren Kopf zur Seite neigt und selig lächelt, zeigt der Mann, umschlossen von ihrem Haar, ein griesgrämiges Gesicht. Munch benannte das Bild Salome nach dem gleichnamigen Stück von Oscar Wilde, in dem eine Frau dem Mann, der sie abweist, den Kopf abschlagen lässt. Dieser Titel führte zum Zerwürfnis zwischen Mudocci und dem Maler.

Vampir. Öl auf Leinwand (1893), 80,5 × 100,5 cm, Göteborgs konstmuseum
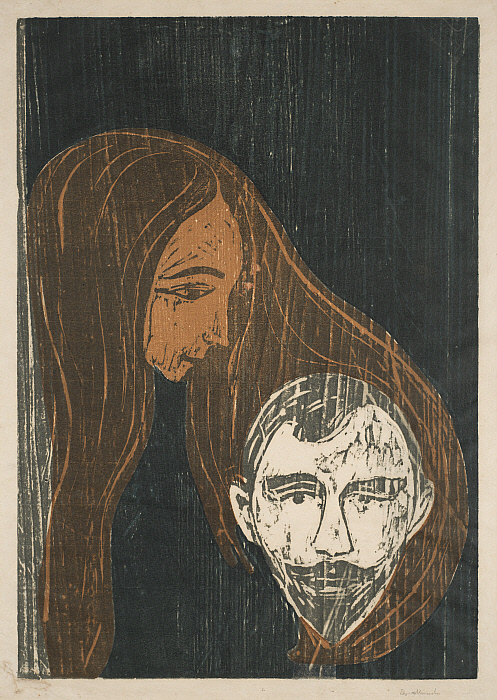
Männerkopf in Frauenhaar (1896). Holzschnitt, 54,6 × 38,1 cm, Sterling and Francine Clark Art Institute, Williamstown
Salome (1903). Holzschnitt, 40,5 × 30,5 cm, Thielska galleriet, Stockholm

## Werkkontext
Das Motiv Loslösung geht auf das 1894 gemalte Bild Sphinx (auch Die Frau in drei Stadien) zurück, bei dem bereits die blonde, hell gekleidete Frau am Meer und der abgewandte Mann im Schatten des Waldes zu sehen sind. Allerdings hat Munch die beiden zentralen Frauenfiguren gestrichen. Der „melancholische Mann“ ist ein Thema, das Munch bereits seit 1892 in verschiedenen Motiven bearbeitete, so in Melancholie und Verzweiflung. Häufig porträtierte er in dieser Pose seinen Freund Jappe Nilssen, der als Identifikationsfigur für Munchs eigene Gefühle diente.

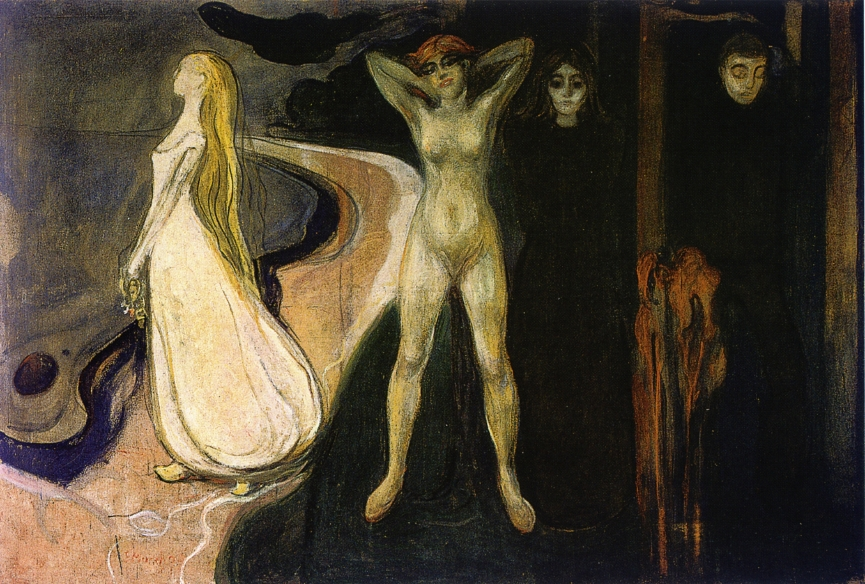
Die Frau in drei Stadien (1894), Öl auf Leinwand, 164 × 250 cm, Kunstmuseum Bergen
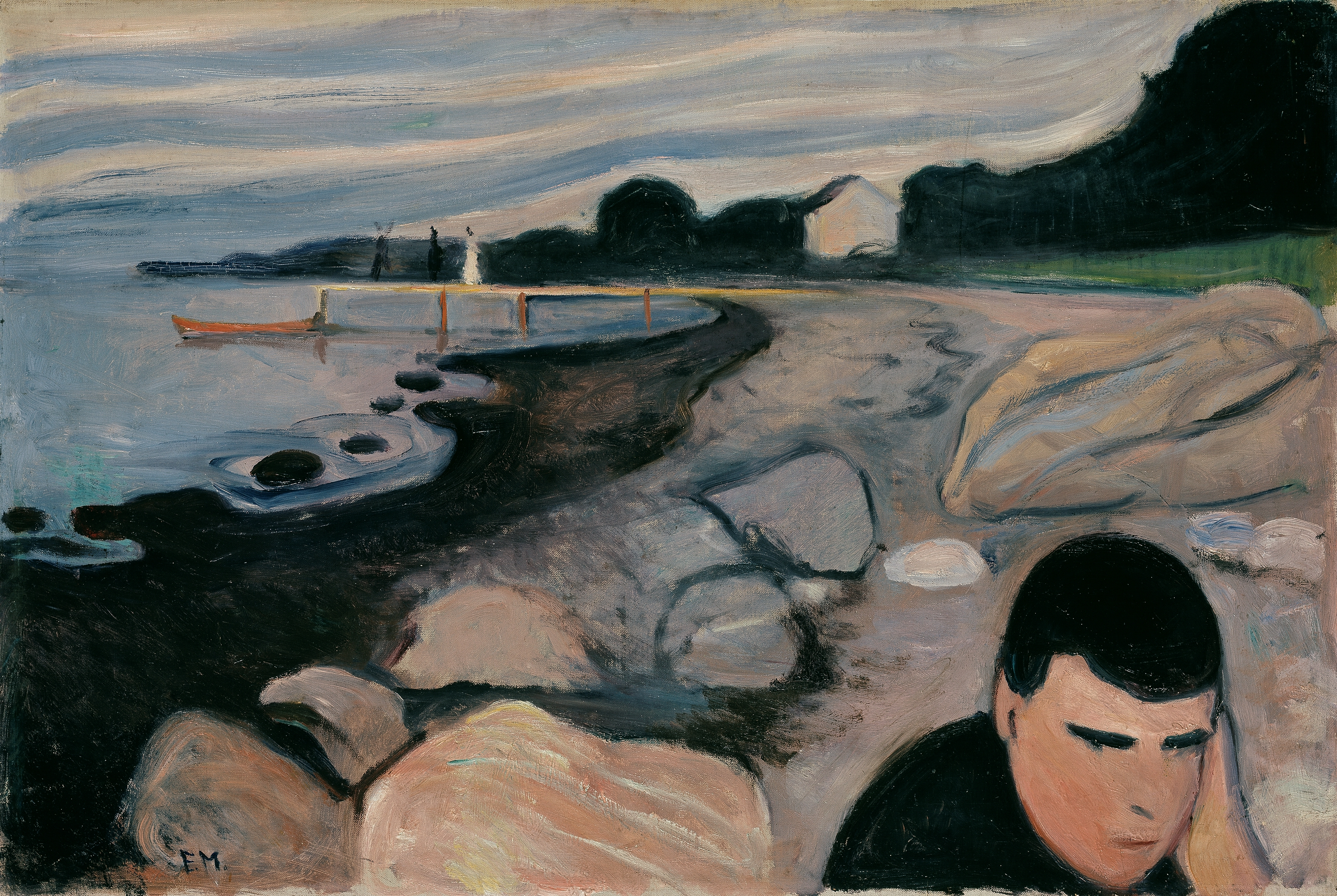
Melancholie (1892), Öl auf Leinwand, 64 × 96 cm, Norwegische Nationalgalerie Oslo
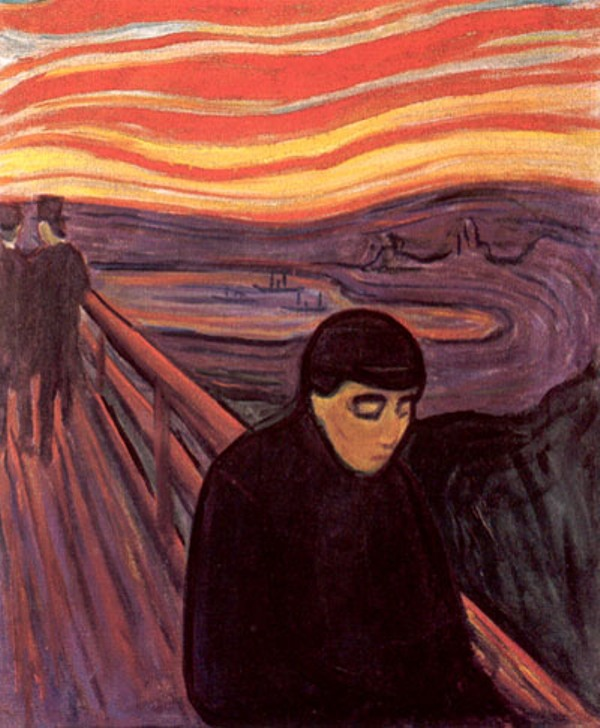
Verzweiflung (1894), Öl auf Leinwand, 92 × 72,5 cm, Munch-Museum Oslo

Eine erste Aquarellfassung des Motivs Loslösung entstand bereits im Jahr 1893, ein erstes Ölgemälde 1894 in Berlin bei den Arbeiten für Munchs Lebensfries, damals noch eine Serie über die Entwicklung der Liebe von der ersten Anziehung bis zum Trennungsschmerz. Die erste Gemäldefassung ist nur in einem beschädigten Zustand erhalten. Sie wurde mehrfach übermalt, strahlt aber für Arne Eggum dennoch die „Schönheit einer Ruine“ aus. In Zeichnungen aus dem Jahr 1895 verknüpfte Munch das Motiv Loslösung mit den Motiven Melancholie, Salome und Männerkopf in Frauenhaar. Es könnte sich um Illustrationen zu Charles Baudelaires Gedichtband Les Fleurs du Mal gehandelt haben.

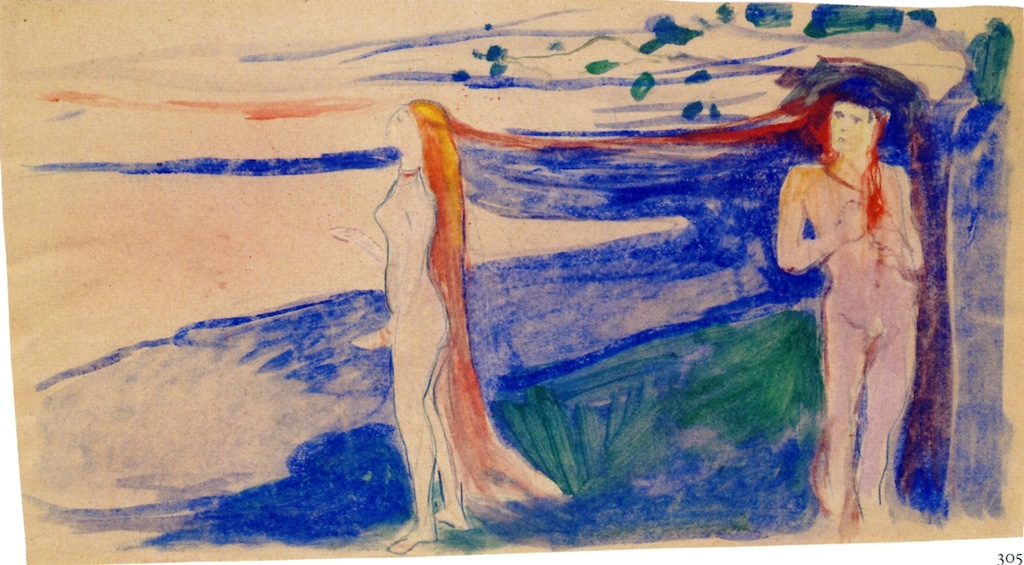
Loslösung (1893), Aquarell, Gouache und Wachsmalstift auf Papier, Munch-Museum Oslo
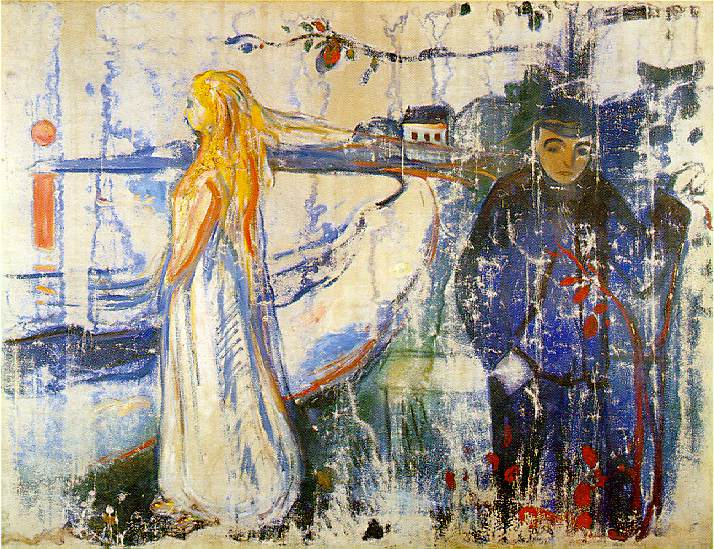
Loslösung (1894), Öl auf Leinwand, 115 × 150 cm, Munch-Museum Oslo

Im Jahr 1896 schuf Munch während eines Paris-Aufenthalts erste Holzschnitte, in denen er sich einem flächenhaften, ornamentalen Symbolismus zuwandte. Auch zwei Holzschnitte nach dem Motiv Loslösung entstanden zu dieser Zeit, deren zweiter – genau wie auch das Gemälde von 1896 – die zuvor gewählte Anordnung der Figuren spiegelte. Insbesondere die große Ähnlichkeit von Loslösung I zur Gemäldefassung aus demselben Jahr legt nahe, dass die beiden Werke zeitgleich entstanden. Die erste Grafik erinnert Frank Høifødt an zeitgenössische Jugendstil-Illustrationen. Die Frau hält eine Blume in der Hand, ein Detail, das auch bei der Frau in drei Stadien vorkommt, in der Gemäldefassung von Loslösung jedoch entfallen ist. Die zweite Grafik bringt das Paar näher zusammen und auch näher an die Bildoberfläche, ein juwelenbesetzter Haarreif und ein blumengemustertes Kleid geben der Frau hier mehr Eigenständigkeit als im Gemälde. Ihre durchscheinende Blässe erinnert an Das kranke Kind. Die roten Flecken im handkolorierten Druck bringen das „blutende Herz“ des Mannes noch stärker zum Ausdruck.

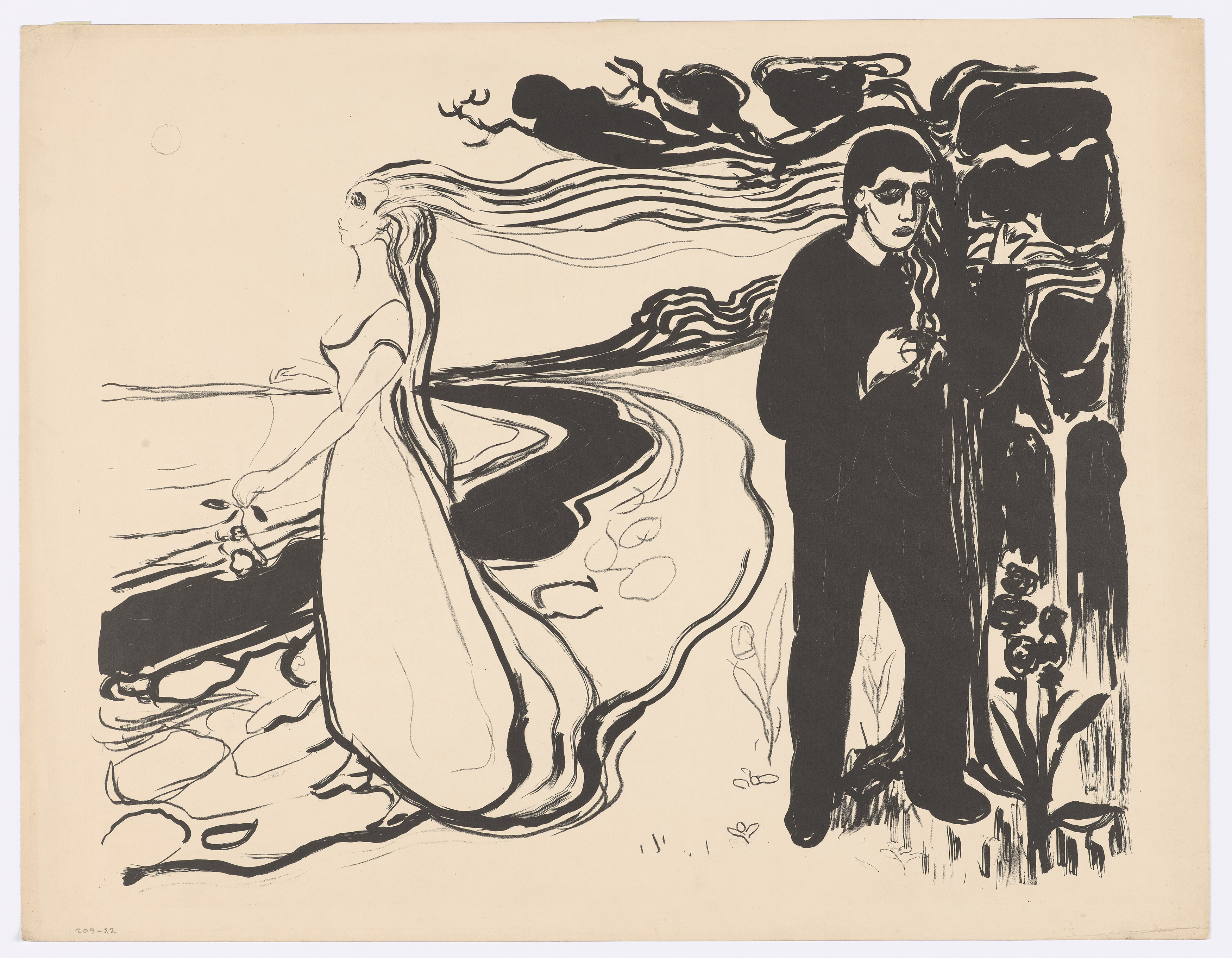
Loslösung I (1896), Lithografie, 48 × 57 cm, Munch-Museum Oslo
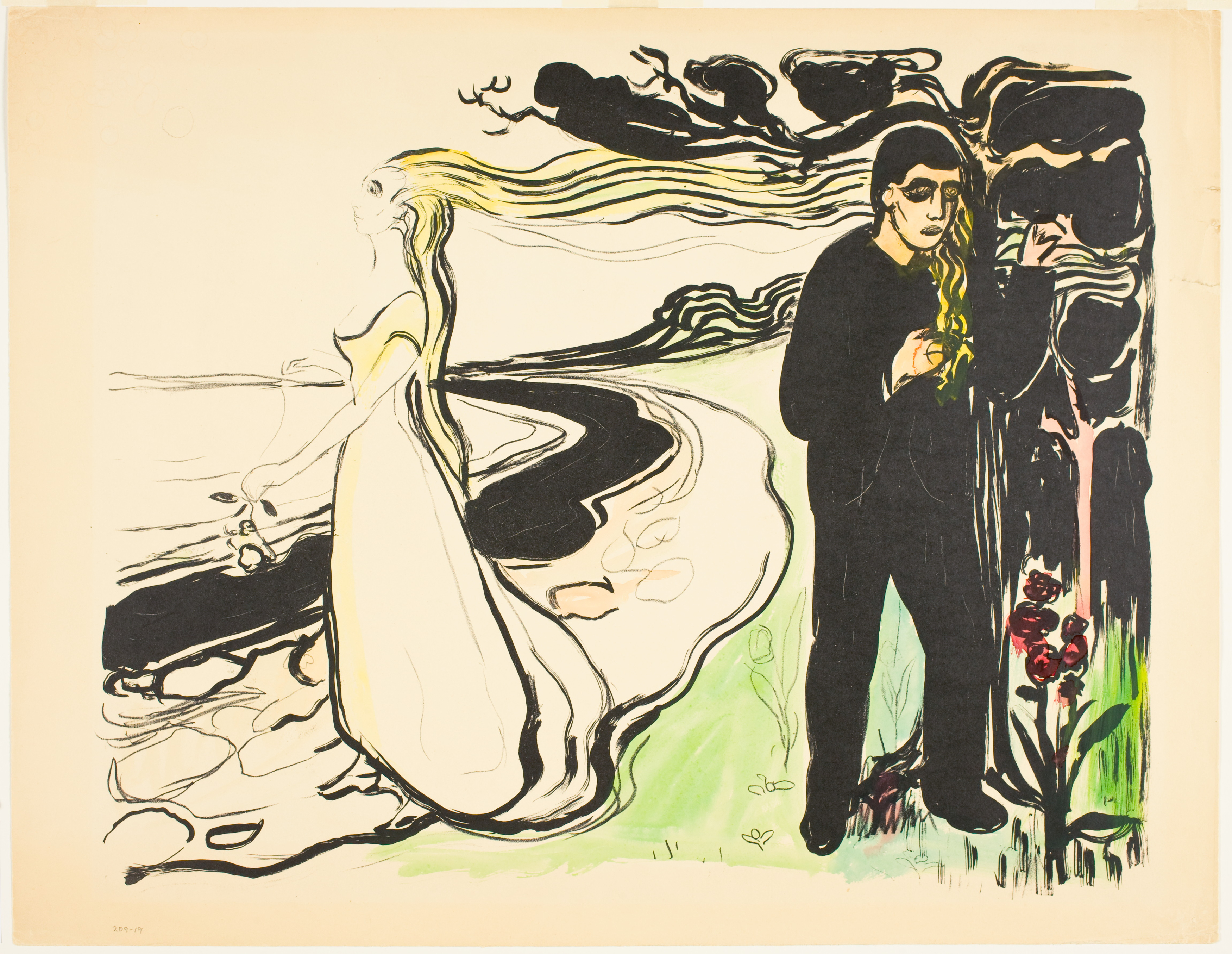
Loslösung I (1896), handkolorierte Lithografie, 48,8 × 58,5 cm, Munch-Museum Oslo
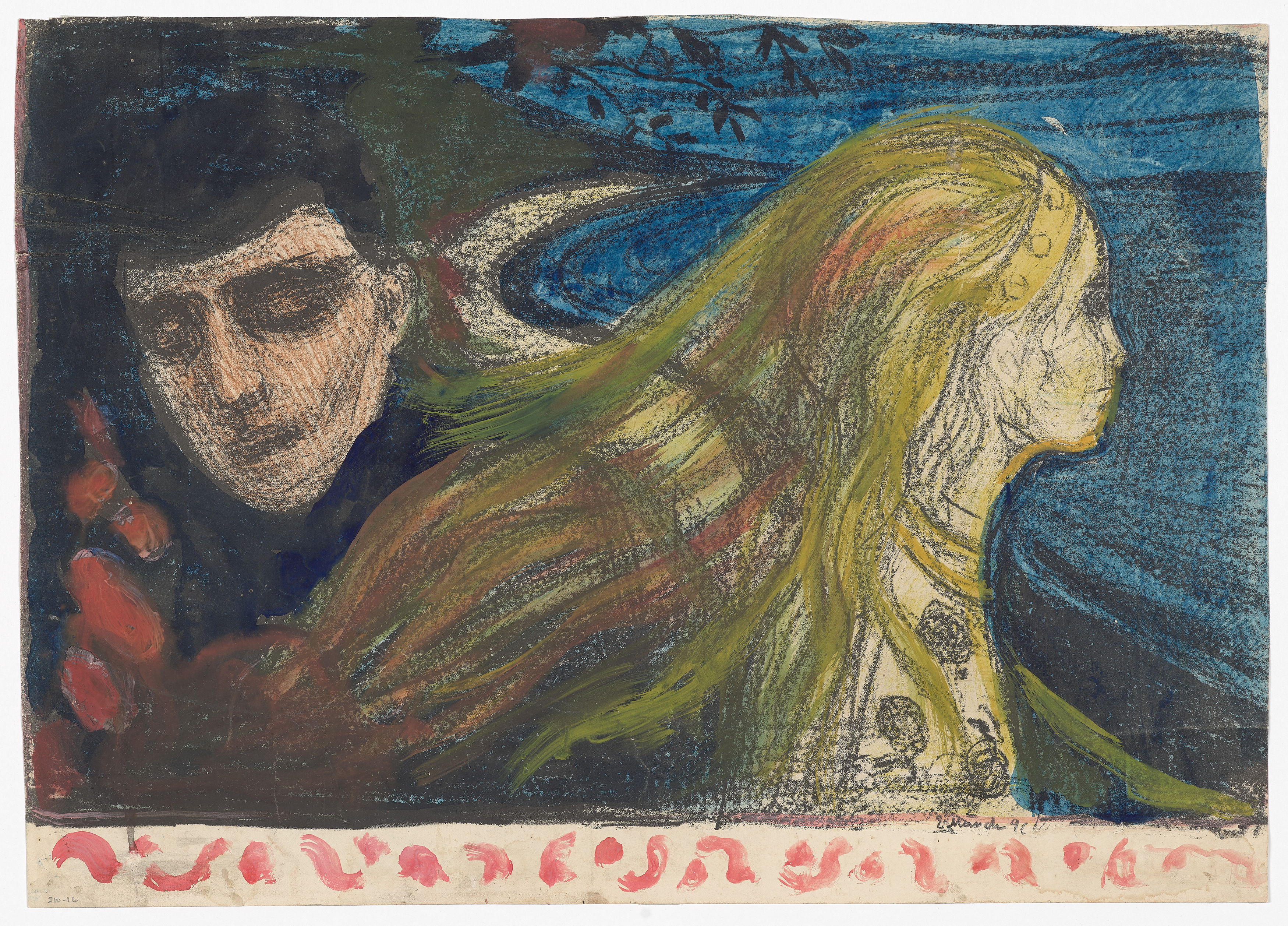
Loslösung II (1896), handkolorierte Lithografie, 44,1 × 62 cm, Munch-Museum Oslo
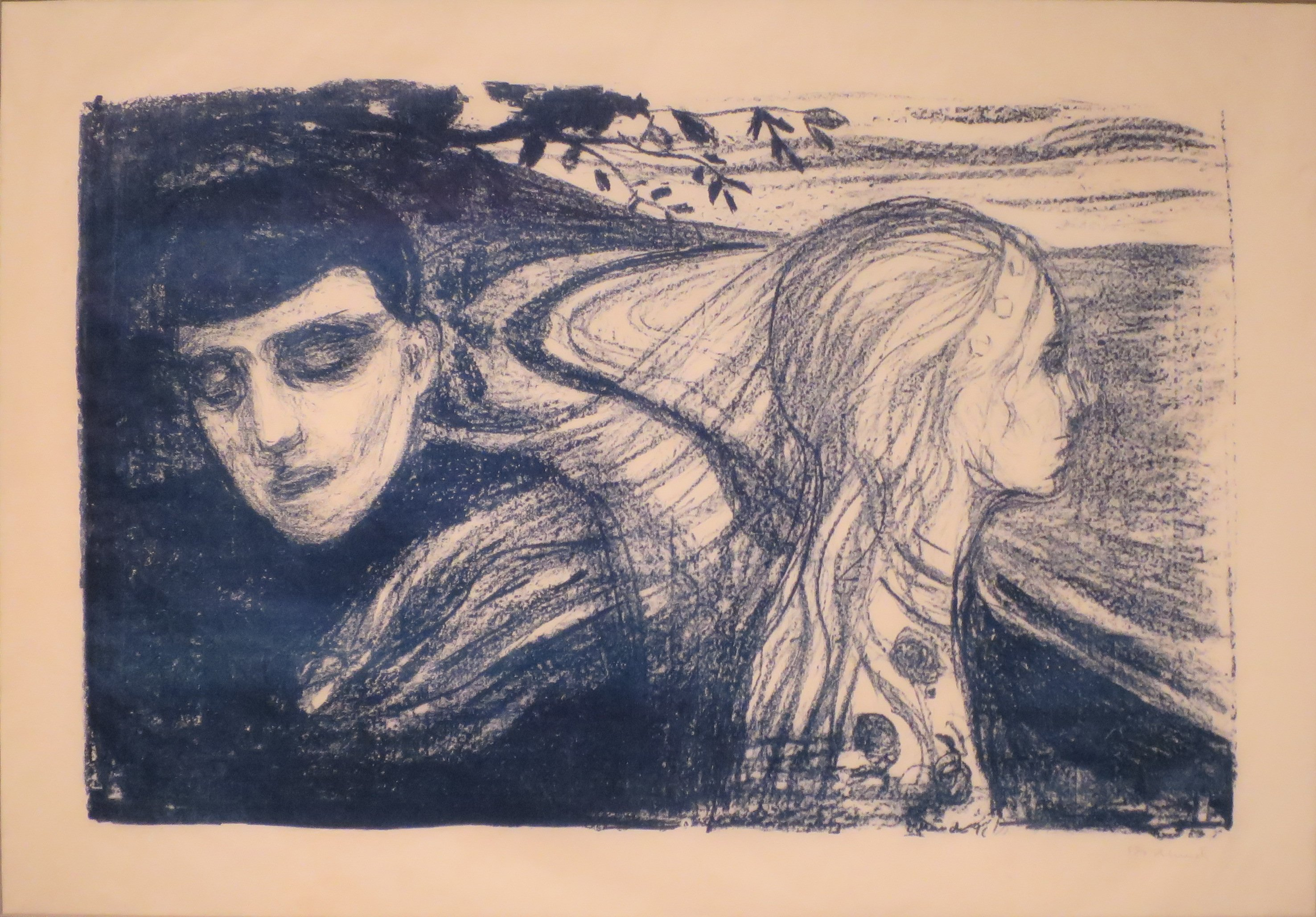
Loslösung II (1896), Lithografie, ca. 42 × 64 cm, Kunstmuseum Bergen

Im unmittelbaren Zusammenhang mit dem Motiv Loslösung ist das Motiv Anziehung zu sehen. Jürgen Schultze bezeichnet die beiden Motive als „Gegenstücke, die das Thema jeweils mit zwei einander zu- oder voneinander abgewandten Köpfen vor landschaftlichem Hintergrund verbildlichen.“ Dabei bedienen sich die beiden im Jahr 1896 entstandenen Lithografien (wie die beiden 1895 entstandenen Radierungen mit Anziehung I und Anziehung II betitelt) derselben symbolischen Bedeutung des Frauenhaars wie auch das Gemälde Auge in Auge, das um die Jahrhundertwende entstand. Arne Eggum erkennt auch identische Techniken in den Lithografien zu Loslösung und Anziehung. Während die ersten Versionen jeweils in einfacherer Technik mit lithografischer Tusche entstanden sind, sind die zweiten Versionen feiner durch lithografische Stifte und Umdruckpapier herausgearbeitet. Zudem rückt der Ausschnitt dichter an die Figuren heran.

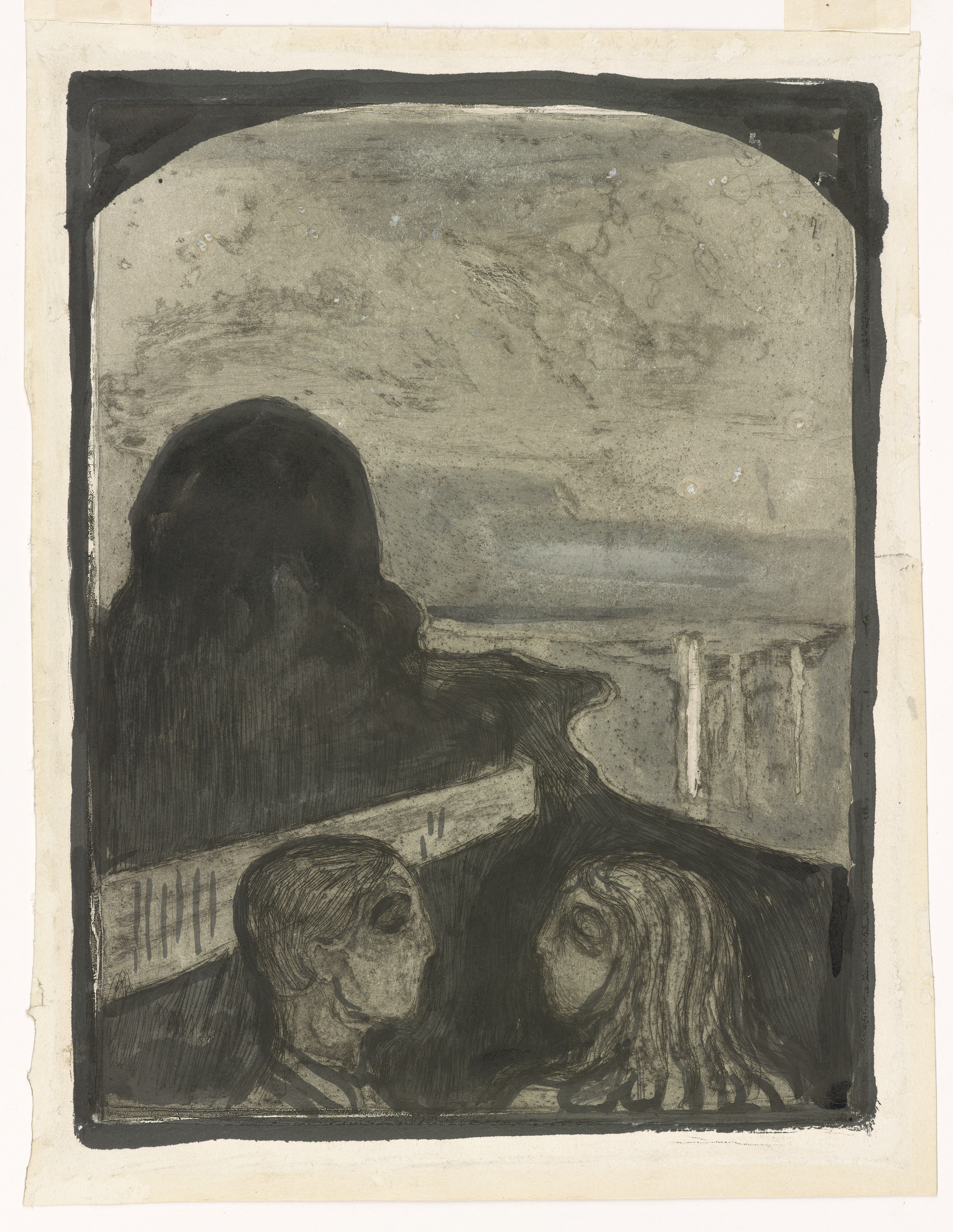
Anziehung I (1895), Radierung, 34 × 25,8 cm, Munch-Museum Oslo
Liebespaar am Strand / Anziehung II (1895), Radierung, 31,1 × 24,1 cm, Thielska galleriet Stockholm
Anziehung I (1896), Lithografie, 47,2 × 35,5 cm, Thielska galleriet Stockholm
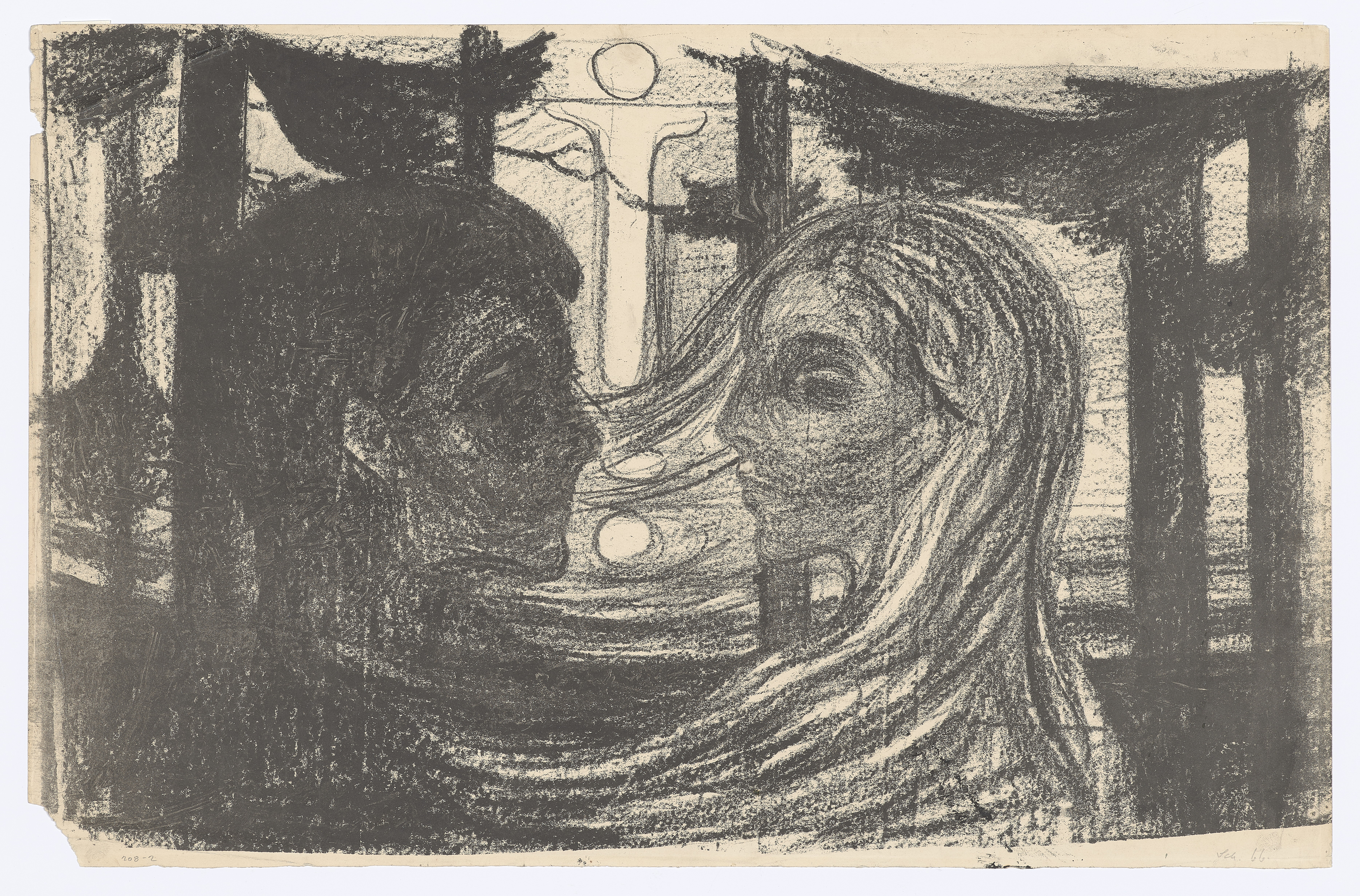
Anziehung II (1896), Lithografie, 39,5 × 62,5 cm, Munch-Museum Oslo
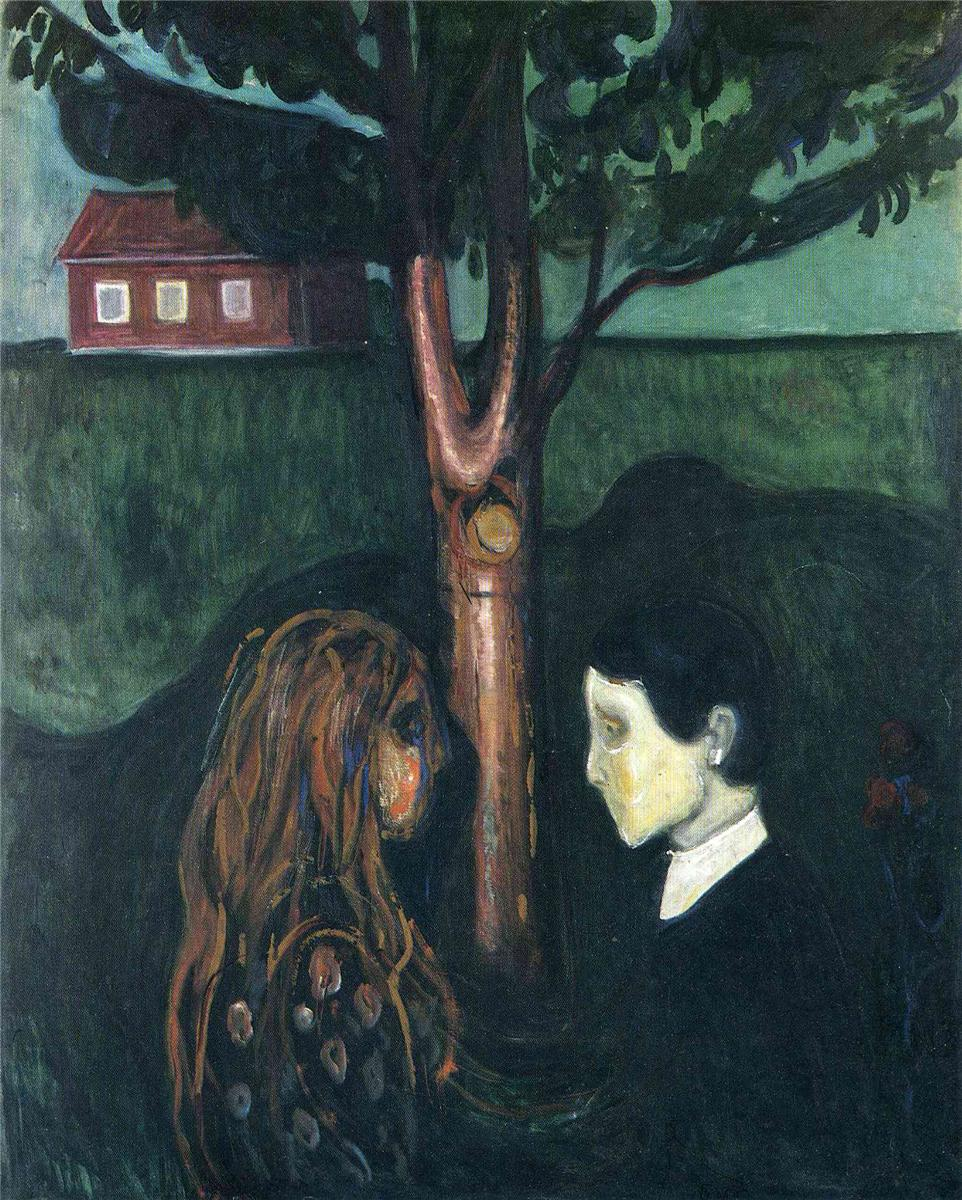
Auge in Auge (1899/1900), Öl auf Leinwand, 136 × 110 cm, Munch-Museum Oslo

Im folgenden Jahrzehnt kehrte Munch lediglich kurz zu den Motivkomplexen Loslösung und Anziehung zurück. Zehn Jahre nach dem Gemälde und den Lithografien von 1896 griff er das Thema Loslösung noch einmal in einem Temperabild auf, bei dem die Frauenfigur lediglich angedeutet ist. 1908 entstand noch eine kleinformatige Gemäldefassung des Anziehungs-Motivs.

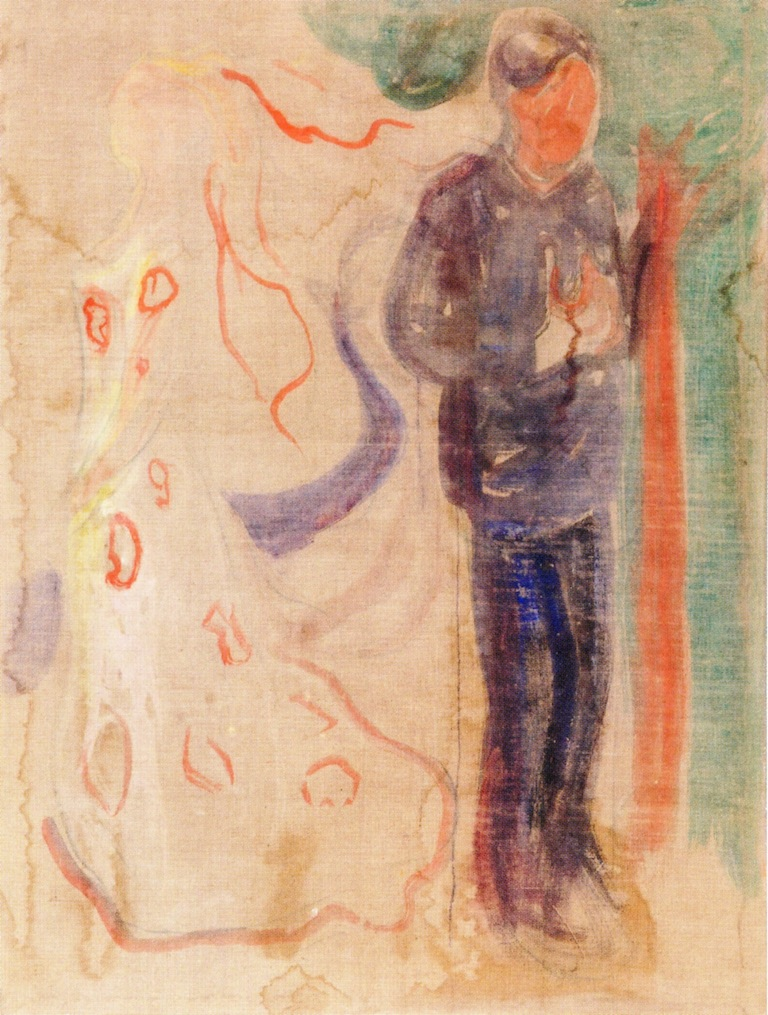
Loslösung (1906/07), Tempera auf Leinwand, 100 × 75,5 cm, Munch-Museum Oslo
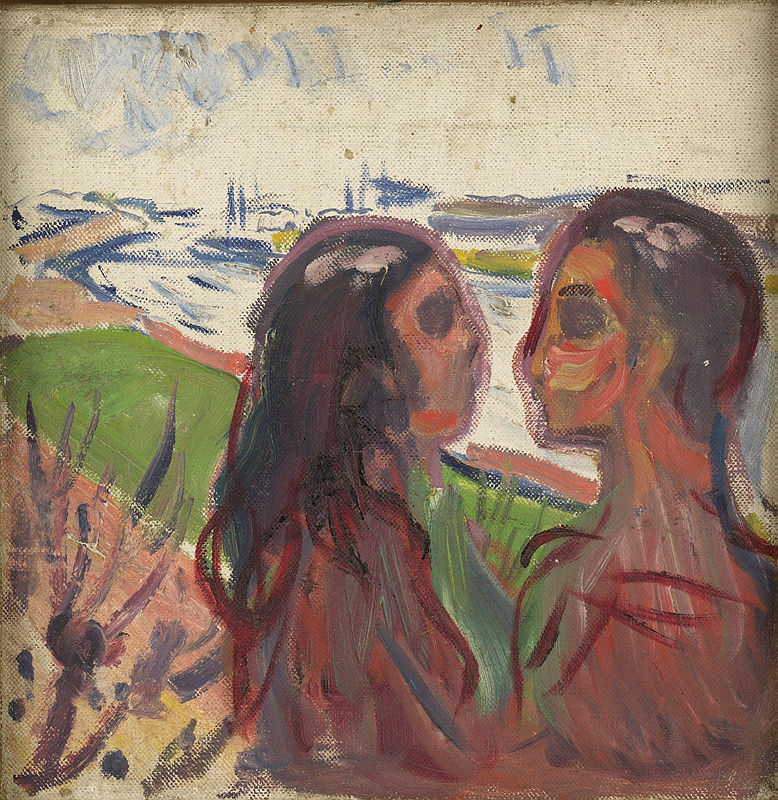
Anziehung in der Landschaft (1908), Öl auf Karton, 35 × 34,5 cm, Munch-Museum Oslo